# Стемпковский, Андрей Александрович
Андре́й Алекса́ндрович Стемпко́вский (24 декабря 1975, Вильнюс) — российский кинорежиссёр, сценарист, продюсер, монтажёр.

## Биография
Родился в Вильнюсе, вскоре семья переехала в Москву. Получил первое высшее образование в 1999 году, окончив Финансовую Академию при Правительстве РФ. После института работал фотографом и журналистом в ряде московских изданий («Коммерсантъ», «Афиша», Playboy, Jealouse, GQ, «Персона», «Домовой», и многих др.). Участник крупных выставочных фотопроектов в России и Европе. Работал в качестве сценариста на телевидении (передача «Дорогами Русского Дома»).
В 2005 году поступил на Высшие курсы сценаристов и режиссёров (мастерская игрового кино П. Е. Тодоровского), которые окончил в 2008 г. В 2005—2008 снял и спродюсировал несколько короткометражных фильмов. Участник и лауреат короткометражных программ ряда кинофестивалей: Берлинского фестиваля, фестиваля «Кинотавр», Мюнхенского фестиваля киношкол, фестивалей «Молодость», «Кинотеатр.док», «Фестиваль Фестивалей» и др.
В 2007 году — победитель международного конкурса правозащитного кино, организованного Гёте-институтом (к/м фильм «Лиза»). Также «Лиза» демонстрировалась на Берлинале-2008. В 2010 году снял дебютный полнометражный фильм «Обратное движение» (производство Фонд Михаила Калатозова). Фильм имел яркую фестивальную историю, завоевав множество призов на международных и российских киносмотрах (среди которых приз за лучший дебют фестиваля в Монреале, Гран-при фестиваля в Ажере, приз за лучший сценарий и спецдиплом кинокритиков на фестивале «Кинотавр», и многие другие награды). В 2013 году вышел второй полнометражный фильм Стемпковского «Разносчик», премьера которого состоялась на конкурсе Роттердамского фестиваля. На фестивале «Амурская осень» «Разносчик» получил Приз в номинации «Лучшая режиссёрская работа».
Член Союза фотохудожников России и Международной федерации журналистов, лауреат конкурсов «Интерфото» 2002 года и «Молодые фотографы России» 2003 года.

## Общественная позиция
В марте 2014 году подписал письмо «Мы с Вами!» «КиноСоюза» в поддержку Украины.

## Фильмография

### Режиссёр
1. 2005 — «Лесополоса» (к/м)
2. 2006 — «Встреча» (к/м)
3. 2006 — «Двойник композитора» (к/м)
4. 2006 — «Лесное сердце» (к/м)
5. 2006 — «Ночь на Земле. Эпизод 6. Москва» (к/м)
6. 2007 — «Лиза» (к/м)
7. 2010 — «Обратное движение»
8. 2013 — «Разносчик»

### Сценарист
1. 2013 — «Разносчик»
2. 2010 - «Обратное движение»
3. 2017 - Разбуди меня
4. 2020 - https://www.kinopoisk.ru/series/1227993/ сериал "Водоворот"
5. 2021 - Сериал "Содержанки" (3-й сезон)

### Продюсер
1. 2010 — «Обратное движение»